# Gunnar Stenberg
Carl Ernst Gunnar Stenberg, född 11 september 1919 i Helsingborg, död 19 februari 1981 i Malmö, var en svensk affärsman, målare och tecknare.
Han var son till direktören Hugo Stenberg och Gulli Elmström och från 1946 gift med Brita Larsson. Stenberg studerade vid Skånska målarskolan 1951–1952 och under ett flertal resor i Europa och Amerika. Tillsammans med Louis Zelig utförde han ett stort kommersiellt inriktade utställningar i bland annat Göteborg, Umeå, Halmstad, Linköping, Borås, Trelleborg och på Typografföreningen i Stockholm. Som affärsman drev han en verksamhet med försäljning av mattor och ambulerande konsthandel. Hans konst består huvudsakligen av landskapsskildringar. Stenberg är representerad vid Folkets hus i Göteborg, Helsingborg och Halmstad.        